# Athen (studentlokal)

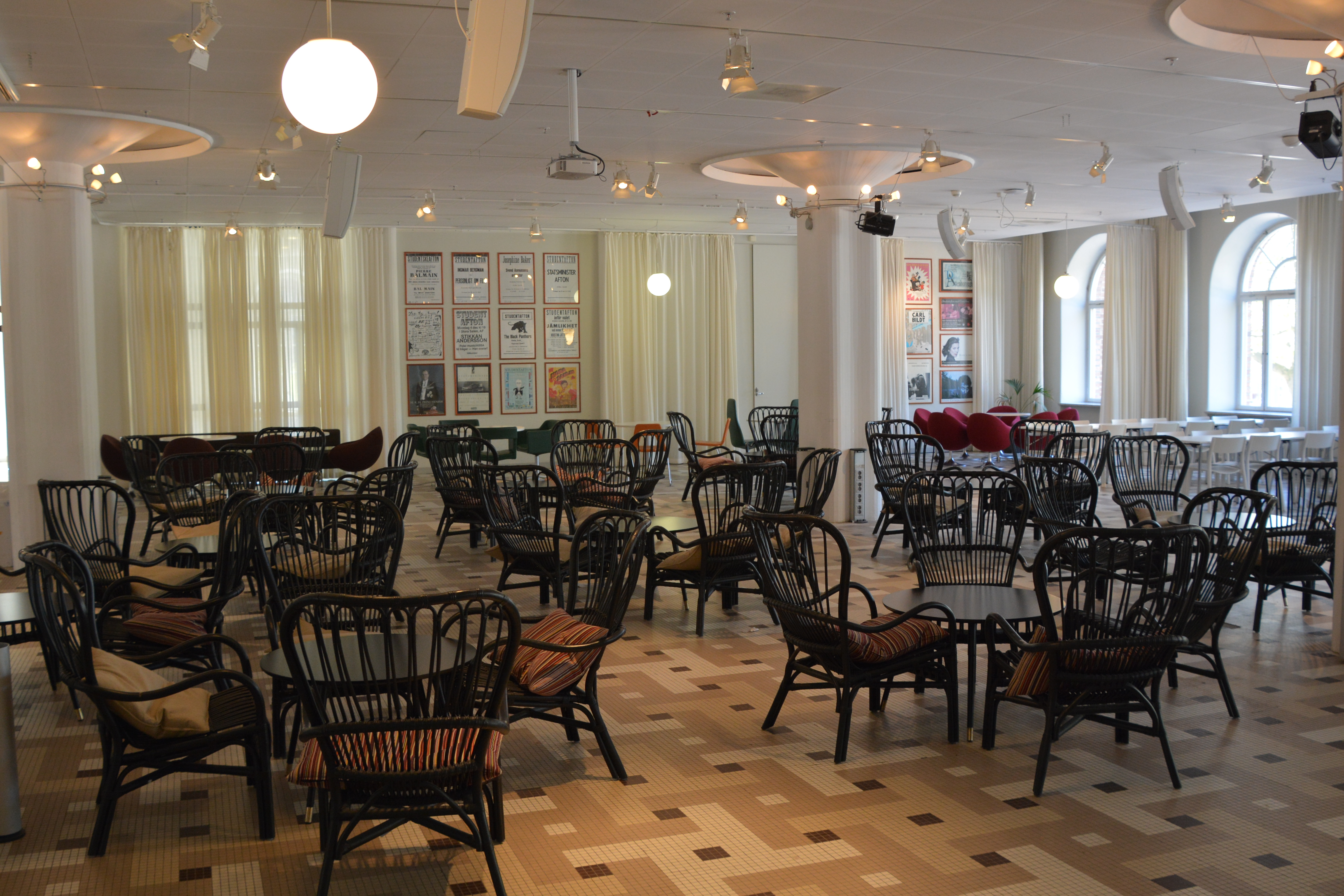
Athen

Athen (i äldre tider skrivet Athenæum, Ateneum, Aten med flera varianter) är och har varit namnet på en serie centrala samlings- och cafélokaler i Akademiska Föreningens (AF:s) byggnad AF-borgen i Lund. 

## Historik
Athen som institution är lika gammalt som AF självt, det vill säga från 1830, och var en av de fyra "grundpelare" AF:s initiativtagare Carl Adolph Agardh drog upp inför föreningens grundande. Syftet var att tjäna som studenternas läsrum i en tid då få studenter hade råd att själva hålla sig med tidningsprenumerationer eller köpa böcker i större omfattning, och formulerades i AF:s äldsta stadgar sålunda:
Athenæum erbjuder Tidningar, Journaler och såsnart local och tillgångar det medgifva, vetenskapliga arbeten, som för de studerande äro nödvändige, men för enskilte kostbara att inköpa.
Det första mer detaljerade reglementet för verksamheten inom Athen utarbetades av två blivande biskopar: Johan Henrik Thomander (tillika AF:s förste ordförande) och Henrik Reuterdahl.
I AF:s äldsta byggnad, den Sylwanska gården, inhystes Athen i två rum i bottenvåningen. Vid invigningen av den nybyggda AF-borgen 1851 tilläts Athen dock expandera rejält och disponerade nu totalt fyra rum i första och andra våningen av södra flygelns östra ände (mot nuvarande Karlins plats). På den övre våningen där tystnad skulle råda hölls "journaler" (tidskrifter) medan dagstidningarna fanns i bottenplanet där samtal (och rökning) var tillåtna. Härav fick de senare lokalerna smeknamnet "Prateneum". När AF-borgens norra del tillkom 1911 gjordes också åtskilliga omdispositioner i den äldre hushalvan och Athens lokaler flyttades till fem intilliggande rum i bottenplanet, vettande mot Universitetsplatsen.
Athens funktion som rena läsrum bestod i cirka 90 år. I början av 1920-talet restes dock från studenthåll kritiska synpunkter på trevnaden och nöjesutbudet inom AF, och i en omtalad debattartikel i Lundagård skrev blivande kårordföranden Ove Sommelius att:
På Ateneum, vars lokaler äro de enda som av Akademiska Föreningen upplåtas till studenternas vardagliga bruk, bjudes intet av den varma trevnad, som är hemmets främsta attribut. Ateneum har enbart karaktären av läsesalong. Umgänge är studenten tillåtet endast med tidningar, tidskrifter eller böcker. Tystnaden må han bryta blott därest han – avgiftsfritt – bänkar sig i ett anskrämligt, väntsalsliknande rökrum eller – mot erläggande av tjugo öre – begagnar sig av en helt vanlig telefonapparat. Sådant är studentens dagliga hem.

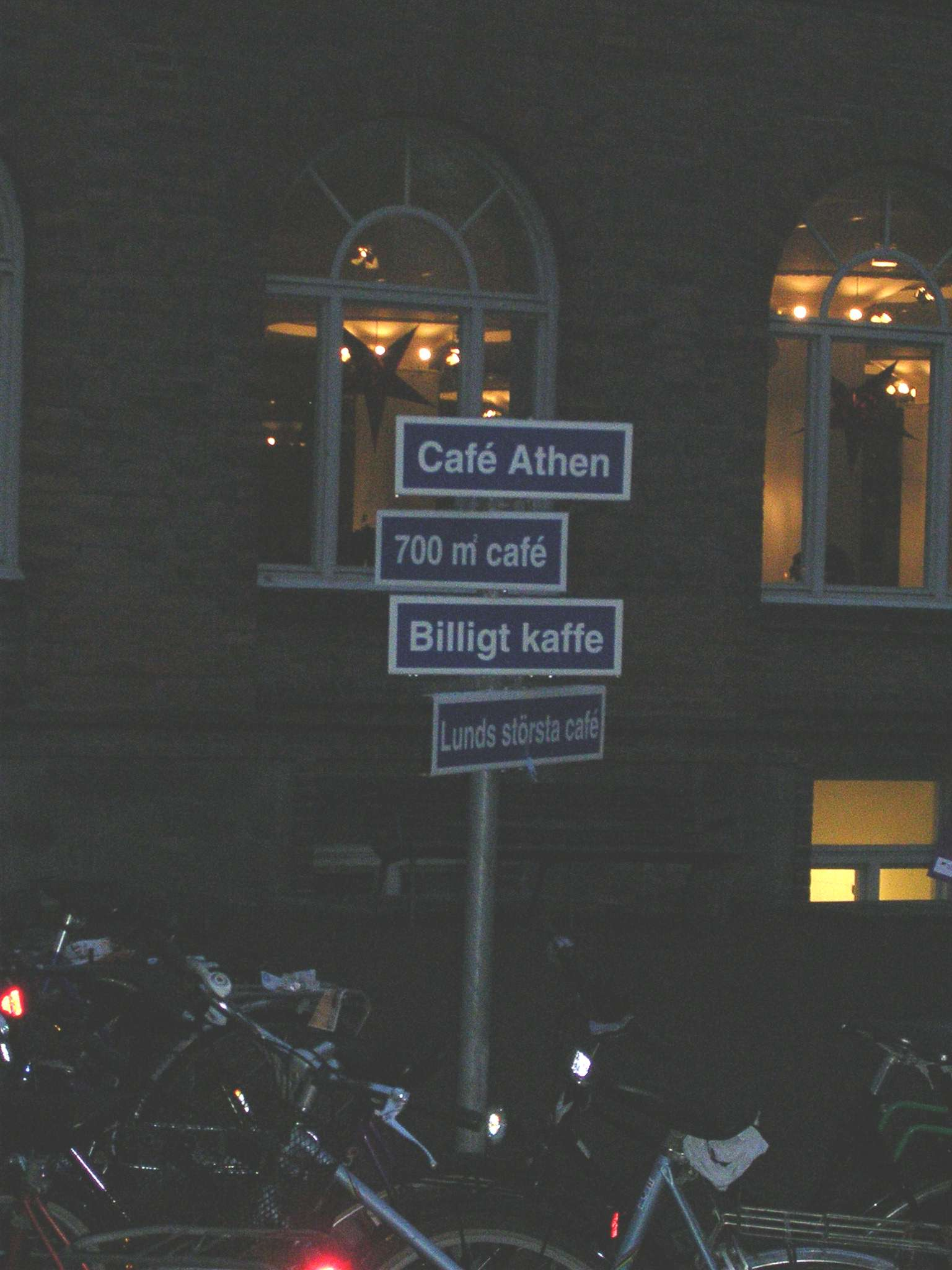

Sommelius synpunkter togs ad notam och under ledning av vice kårordföranden Thomas Munck af Rosenschöld och den danske arkitekten Aage Mathiesen skapades ett nytt Athen i två våningar. Det tidigare Athenrummen i bottenplanet förvandlades nu till kafé- och sällskapslokaler, medan den stillsammare läsesalsfunktionen flyttades upp i nyinredda lokaler i södra flygelns andra våning (ännu existerande under namnet Övre Aten). Tio år senare, 1933−35, genomgick kafélokalerna i bottenvåningen ytterligare förändringar: delar av den gamla innergården mot S:t Annegatan togs i anspråk för att göra Athen större.
Ännu större förändringar skedde dock i samband med arkitekten Hans Westmans genomgripande ombyggnad av hela södra AF-borgen 1951−53. Samtliga gamla innerväggar blåstes ut och även de sista resterna av innergården togs i anspråk. För bottenplanets del innebar detta att en sammanhängande yta på 832m2 skapades för ett nytt större Athen.

## Ett trettioårigt uppehåll
Det Westmanska Athen var en central samlingsplats för drygt två decenniers studentgenerationer. I början av 1970-talet drabbades lokalerna dock, ansåg vissa, bland annat som en följd av att man släppt kraven på att vara student för att ha tillträde, av en tilltagande nedbusning. Andra, som Athens förman Margareta Larsson, upplevde inte annat än att ordningen var god. Trots detta beslöts det med borgerlig majoritet 1973 att stänga Athen, ett bland studenterna mycket kontroversiellt beslut. En plausibel teori är att den moderata Fris-ledningen var missnöjd med att Athen blivit vänsterns högkvarter.[källa behövs]
Lokalerna uppläts nu i stället åt en bokhandel som huserade där ensam till 1991. Detta år halverades bokhandelns storlek och på det lediga utrymmet inrättades efter ett par år två föreläsningssalar, av vilka den ena fick bära det gamla namnet "Aten" (utan h). 
I början av 2000-talet öppnades så åter möjligheter att åter ta stora delar av bokhandels- och föreläsningssalsytorna i anspråk för AF:s räkning. Ett ivrigt utredningsarbete vidtog där bland annat en stor enkät bland studenter genomfördes, vilken visade att en klar majoritet var för återinrättandet av en större samlings- och studielokal med caféservering. En mer detaljerad projektering kunde nu vidtaga, och tack vare en omfattande insamlingsverksamhet och donationer från bland annat Lunds universitet blev det möjligt att genomföra byggandet av ett "nygammalt" Athen. Hösten 2004 kunde de nya lokalerna invigas av AF:s ombudsman Johan Stenfeldt.

## Athen i dag
Den nutida inredningen består främst av hopfällbara bord samt stapelbara stolar och rummet används främst som studieplatser dagtid. Av inredningen från det gamla Aten, vilket många äldre lundabor har nostalgiska hågkomster av, återfinns vissa element på andra platser i AF-borgen. Marcus Larsons målning Marin med brinnande ångbåt hänger i Övre Aten, en grupp ur det röda galonmöblemanget står utanför AF:s expedition, och ett av de gamla brädspelsborden förvaras i AFs Arkiv & Studentmuseum. Den fontän som tidigare stod mitt i lokalen ersattes i det nya Athen ursprungligen av en mindre scen vilken dock demonterades redan 2008. Efter den senaste renoveringen 2019-2020 minskade ytan ytterligare och caféverksamheten upphörde helt. Under kvällar och helger kan lokalen hyras för fester.
Sedan Siste november 2005 rymmer Athen även det så kallade Nasoteket.